# 뉴 슈퍼 마리오브라더스 2
《뉴 슈퍼 마리오브라더스 2》(New Super Mario Bros. 2)는 닌텐도 3DS로 발매된 게임으로, 한국에서 2012년 12월 6일에 발매되었다. 뉴 슈퍼 마리오브라더스 시리즈로는 3번째, 마리오 시리즈로는 13번째 작품이다.

## 특징
코인을 강조한 작품으로 게임에 획득한 코인 카운터가 있다. 플레이어가 무작위로 정해진 3개의 스테이지에서 많은 코인을 모으는 코인 러시 모드가 추가된 것이 특징이며, 시리즈 최초로 DLC를 출시한 제품이기도 하며,
닌텐도가 이 제품을 계기로 닌텐도 3DS 소프트의 디지털 구매를 가능하게 하였다.
아이템은 거대버섯과 나뭇잎이 다시 생겨났고, 다른 아이템들이 추가되었다.